# Ellen Key

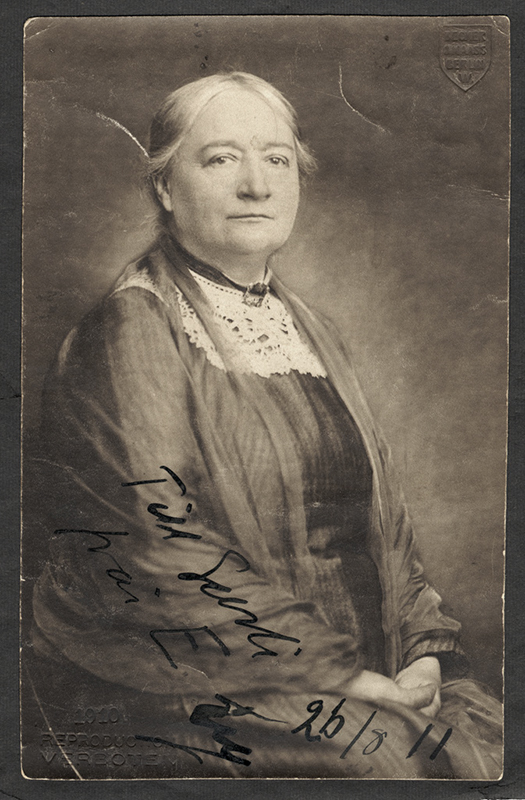
Ellen Key (1910) fotograaf Becker & Maass

Ellen (Karolina Sofia) Key (Sundsholm (Zweden), 11 december 1849 - Strand, Vättermeer, 25 april 1926) was een Zweedse schrijfster, feministe, critica en pedagoge. Ellen Key schreef artikelen, essays en boeken over literatuur en kunst, over religie en politiek, over vrouwenkiesrecht en het huwelijk, maar ze werd vooral bekend door haar vooruitstrevende, maar soms ook omstreden ideeën over de opvoeding van het kind en de positie van de vrouw. Haar bekendste boek De eeuw van het kind (1900) werd in vele talen gepubliceerd. De Nederlandse vertaling verscheen in 1903. Ellen Key verwoordde met dit boek een sluimerende onvrede met de in die tijd bestaande pedagogische praktijken. Ze werd door De eeuw van het kind een van de bekendste internationale vertegenwoordigers van de nieuwe pedagogische bewegingen in het begin van de twintigste eeuw. Alleen al in Duitsland verscheen in 1926 al de 36e druk van De eeuw van het kind. Zowel in Europa maar ook in Amerika en Japan sloegen haar ideeën over het onderwijs aan. Pedagogen als Rudolf Steiner en Maria Montessori werden erdoor beïnvloed. In Amerika werd ze geassocieerd met John Dewey, de vader van de Amerikaanse pedagogie, wiens ideeën, evenals die van Ellen Key, geworteld waren in de Europese Renaissance en de Verlichting.

## Leven
Ellen Key was de dochter van Emil Key (1822 - 1892), een grootgrondbezitter en politicus. Hij was parlementslid en een van de oprichters van de Zweedse boerenpartij. Haar moeder, Sophie Ottiliana Posse (1824–1884), was afkomstig uit een adellijke familie. Ellen Key werd streng opgevoed en kreeg als kind thuisonderwijs aanvankelijk van haar moeder, later van een Duitse en Franse gouvernante. Als afsluiting van haar opvoeding maakte Ellen Key samen met haar vader een Grand Tour door Europa. Al op jonge leeftijd ging ze naar Stockholm, waar ze aanvankelijk werkte als secretaresse van haar vader. Daarnaast volgde ze van 1868-1872 lessen aan het populaire Rossander Instituut voor educatie van vrouwen. Al gauw ging ze schrijven voor progressieve vrouwentijdschriften. Aanvankelijk artikelen over Engelse literatuur, over auteurs als George Eliot en Elisabeth Barrett Browning. Bij een groter publiek werd ze na 1889 bekend door de publicatie van een pamflet over vrijheid van meningsuiting en persvrijheid.
Vanaf 1880 gaf Ellen Key ruim twintig jaar onderwijs aan een experimentele school die was opgericht door Anna Whitlock, een Zweedse reformpedagoog en feminist. Daarnaast hield Key in deze periode voordrachten over biologie, volkenkunde en kunst- en ideeëngeschiedenis aan het Arbeidersinstituut in Stockholm. En was ze medeoprichter van de Zweedse vereniging Tolfterna die de positie van arbeidersvrouwen wilde verbeteren en deze vrouwen wilde betrekken bij het culturele leven. Nadat Ellen Key in 1903 stopte met haar onderwijsactiviteiten, werd ze fulltime schrijver.
Op 47-jarige leeftijd brak Ellen Key uiteindelijk met het christendom, waarmee ze was opgevoed. Van grote invloed op deze beslissing was de evolutieleer van Charles Darwin. Haar eigen levensvisie, die was gericht op de ethisch-esthetische ontwikkeling van de mens tot een wereldburger in een toekomstig rijk van schoonheid en geluk beschreef ze in haar boek De nieuwe maatschappij.

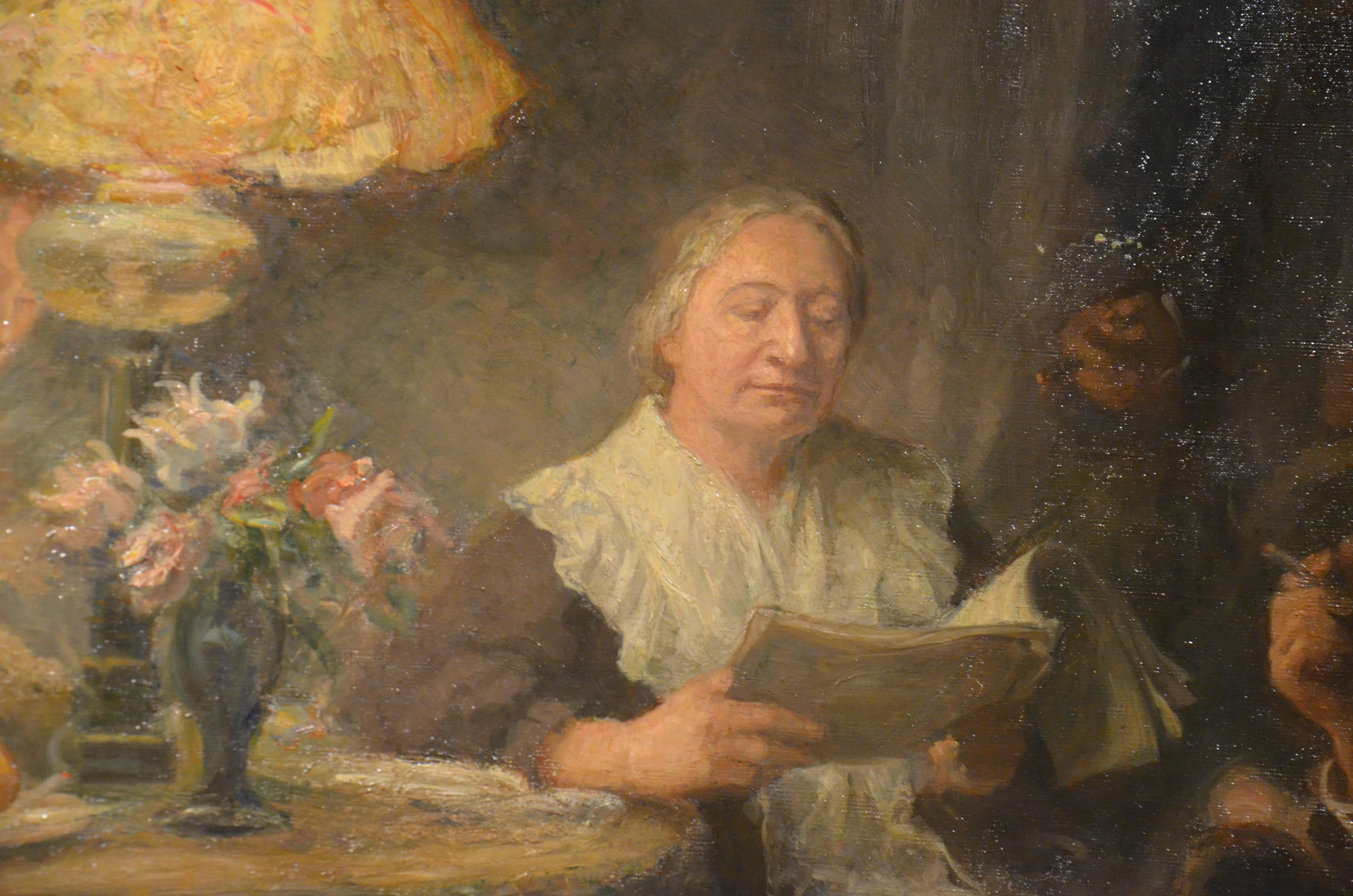
Ellen Key, begin 20e eeuw geschilderd door Hanna Pauli

Omdat haar boeken ook buiten Zweden opzien baarden reisde Ellen Key van 1903-1906 door Europa om lezingen te geven. Vooral in Duitsland was, met name, haar boek De eeuw van het kind erg populair. Behalve haar boeken en lezingen had Ellen Key een omvangrijk correspondentienetwerk om haar ideeën verder te verspreiden. Ze correspondeerde meer dan een kwart eeuw met Lou Andreas Salomé. Haar brievenwisseling met de dichter Rainer Maria Rilke en zijn vrouw, de beeldhouwer Clara Westhoff werden in 1993 gepubliceerd.

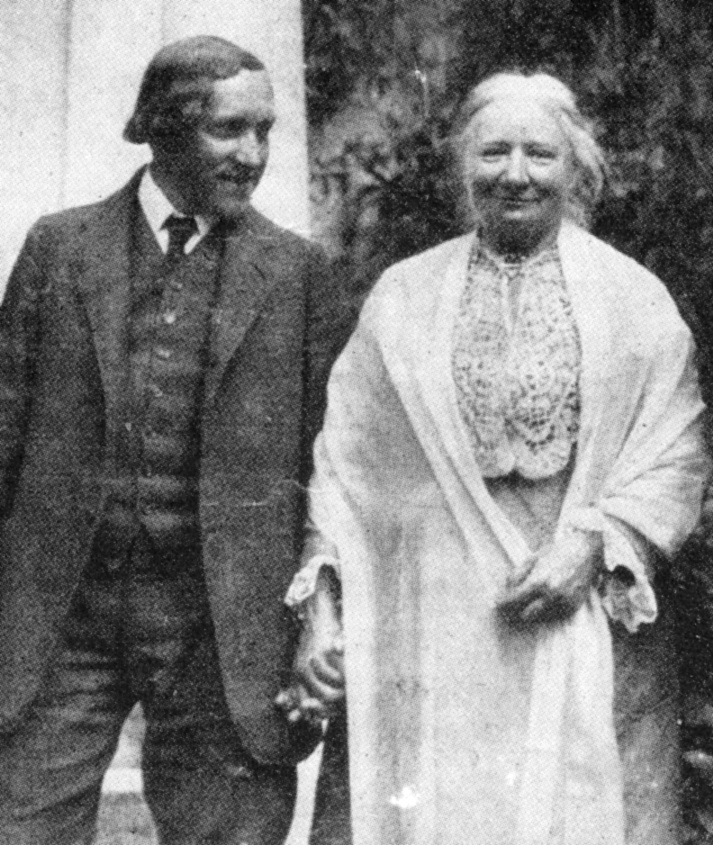
Ellen Key (ca. 1915) met de beeldhouwer Carl Milles

Het uitbreken van de Eerste Wereldoorlog kwam voor Ellen Key als een grote schok. Het was voor haar aanleiding om zich de laatste jaren van haar leven te wijden aan pacifistisch werk. Ze stierf op 25 april in 1926 op 76-jarige leeftijd in haar woning in Strand. Haar dood was groot nieuws in Zweden. Een van de grootste kranten, Dagens Nyheter, opende met een volledige pagina over de dood van Ellen Key. Haar huis in Strand, dat tijdens haar leven al een ontmoetingspunt voor schrijvers, kunstenaars en hervormers was, werd na haar dood een ontmoetings- en werkruimte voor vrouwelijke intellectuelen.

## Werk
Ellen Key was net zozeer een originele denker, als wel een zeer belezen denker. Zij werd niet alleen beïnvloed door denkers van haar eigen tijd, zoals de Engelse evolutionistische filosoof Hubert Spencer, maar vooral ook door de ideeën van vroegere westerse denkers als Goethe, Rousseau, Montaigne en John Locke. Ellen Key kan met recht een Europese intellectueel genoemd worden.
Daarnaast werd ze geraakt door de wereld die ze om zich heen zag - de wereld van kinderarbeid, prostitutie en schrijnende leefomstandigheden in de arbeidersgezinnen -, maar ook door de onverschilligheid van de gegoede burgerij daarvoor. Om de situatie van de arbeiders te verbeteren zette Ellen Key zich in voor een betere maatschappij, waarin ook kinderen en vrouwen zich kunnen ontplooien. Voor haar was de centrale vraag hoe de materiële cultuur bevorderd zou kunnen worden, zodat mensen niet alleen rijker, maar ook gelukkiger zouden worden. Dus niet alleen gericht op het nuttige, maar ook op de schoonheid van het dagelijkse leven. Kunst zou daarbij een educatieve motor kunnen zijn en daarbij ook mensen moreel kunnen verheffen. Ze ontwikkelde haar ideeën onder invloed van de Art-and-Craftsbeweging van John Ruskin en William Morris.
Rond 1900 werden er verschillende boeken over de psyche van de vrouw gepubliceerd, onder andere van Laura Marholm en Havelock Ellis. Van Ellen Key verscheen Missbrukad Kvinnokraft och Naturenliga arbetsområden för Kvinnan (1896), in Nederlandse vertaling De misbruikte krachten der vrouw (1898) Uit Keys boek spreekt een verering van het vrouwelijke, ook wel omschreven als ‘vrouwelijkheidscultus’. De liefde, met name de moederliefde, wordt door haar als de essentiële factor van de vrouwelijke psyche gezien. De vrouw heeft een belangrijke humanitaire taak te vervullen in de cultuur en de maatschappij. Hiermee plaatst ze de vrouw op een hoger plan. En juist op basis van deze ongelijkheid van man en vrouw pleitte Ellen Key voor de eisen van de vrouwenbeweging als kiesrecht, recht op onderwijs, vrije beroepskeuze, behoud van rechten binnen het huwelijk en economische vrijheid. Hiermee is Ellen Key een vertegenwoordiger van het ethisch feminisme van haar tijd.

### De eeuw van het kind
Grote bekendheid verwierf Ellen Key met haar boek Barnets århundrade (1900). Binnen tien jaar na verschijning was het boek al in negen Europese talen vertaald. De Nederlandse vertaling werd in 1903 gepubliceerd als De eeuw van het kind. Ellen Key werd door De eeuw van het kind een van de bekendste internationale vertegenwoordigers van de nieuwe pedagogische bewegingen in het begin van de twintigste eeuw, waarin ook Maria Montessori, Ovide Decroly en, in Nederland, Jan Ligthart belangrijke pioniers waren. Ook in de Verenigde Staten speelden Keys ideeën een belangrijke rol in de Child-Study Movement. En in de jaren na de Russische Revolutie werd De eeuw van het kind ook in de Sovjet Unie bediscussieerd in het debat over educatie, dat toentertijd gehouden werd.
Ellen Key stond kritisch tegenover het traditionele autoritaire onderwijs van haar tijd. Het onderwijs zou, volgens haar, niet alleen gericht moeten zijn op het overdragen van kennis en op intellect, maar ook op de emotionele ontwikkeling van het kind. Het uiteindelijke doel van het onderwijs zou burgerschap moeten zijn. En voor iedereen ongeacht geslacht of sociale klasse. Op school zouden jongens en meisjes, ook van verschillende maatschappelijke klassen, niet langer gescheiden moeten zijn. Naast de opvoeding op school was ook de opvoeding binnen het gezin belangrijk met een centrale rol voor de - niet buitenshuis werkende - moeder.
Haar ideeën over het onderwijs die ze in De eeuw van het kind verwoordde heeft Ellen Key in de praktijk van het onderwijs proberen vorm te geven, maar ze heeft ze nooit helemaal kunnen verwezenlijken.

## Boeken over Ellen Key
| jaar | schrijver                 | titel | uitgever            | ISBN       | opmerkingen                                                                                |
| ---- | ------------------------- | --- | ------------------- | ---------- | ------------------------------------------------------------------------------------------ |
| 1904 | Elisabeth Neményi         | Ellen Key | Thieme              |            |                                                                                            |
| 1905 | Georg Brandes             | Scandinaafsche persoonlijkheden | Tjeenk Willink      |            |                                                                                            |
| 1905 | Willem Jansen             | Ellen Key en hare paedagogische idealen | Breijer             |            |                                                                                            |
| 1905 | Louise Nyström-Hamilton   | Ellen Key: een levensschets | Honig               |            |                                                                                            |
| 1906 | Jacoba F.D. Mossel        | Ellen Key | Tjeenk Willink      |            | Reeks: Mannen en vrouwen van beteekenis in onze dagen; dl. 36, afl. 5                      |
| 1907 | G. Kapteyn-Muysken        | Affirmatie: (lijnen eener levensbeschouwing) | Scheltema & Holkema |            |                                                                                            |
| 1907 | V. Norström               | Das tausendjährige Reich; einen Streitschrift gegen Ellen Key und den radikalen Utopismus                                                       |                     |            |                                                                                            |
| 1913 | Louise Nyström-Hamilton   | Ellen Key: her life and her work | Knickerbocker Press |            |                                                                                            |
| 1948 | Willem Anne 't Hart       | Ellen Key | Ando                |            | proefschrift                                                                               |
| 1978 | Ronald William De Angelis | Ellen Key: a biography of the Swedish social reformer                                                                                           |                     |            |                                                                                            |
| 1990 | Reinhard Dräbing          | Der Traum vom Jahrhundert des Kindes: geistige Grundlagen, soziale Implikationen und reformpädagogische Relevanz der Erziehungslehre Ellen Keys | Lang                | 3631425376 | oorspronkelijk een proefschrift Reeks: Studien zur Paedagogik, Andragogik und Gerontagogik |
| 2004 | Katja Mann                | Ellen Key: ein Leben über die Pädagogik hinaus                                                                                                  | Primus              | 3896784951 |                                                                                            |